# Stella del Sudafrica
La Stella del Sudafrica, anche nota come Diamante Dudley, è un diamante del peso di 47,69 carati (9, 538 g), tagliato a pera e di colore bianco puro. Il suo valore supera i dieci milioni di dollari.

## Storia
La pietra grezza, del peso di 83,5 carati (16,7 g), fu scoperta casualmente da un pastore nel 1869, sulle rive del fiume Orange, in Sudafrica. La scoperta attirò in seguito un flusso di cercatori di diamanti nella zona, che portò alla fondazione della città di Kimberley.
Il pastore cedette la pietra a un agricoltore di nome Schalk van Niekerk, noto a livello locale per aver già acquistato, nel 1866, un diamante da 21 carati trovato da un ragazzino di quindici anni. In cambio della pietra, al pastore vennero cedute 500 pecore, 10 buoi e un cavallo.
Van Niekerk vendette poi la pietra ai fratelli Lilienfield di Hopetown per 11.300 sterline (equivalenti a più di 1 milione e 300mila sterline nel 2020). I due lo rivendettero in Inghilterra e, dopo due intermedi, che si occuparono anche del taglio, venne in possesso della contessa Dudley per 25.000 sterline. Suo marito, William Ward, lo fece incastonare in un diadema con altri 95 diamanti.
Il diamante rimase possesso dei Dudley fino al 2 maggio 1974, quando venne battuto all'asta a Ginevra e acquistato da ignoti per 1,6 milioni di franchi svizzeri (225.000 sterline, nel 2021 equivalenti a 2,5 milioni).
Fu esposto per l'ultima volta in pubblico al Museo di Storia Naturale di Londra, dove fu esposto dall'8 luglio 2005 al 26 febbraio 2006, e in seguito sostituito da una copia in vetro della pietra grezza.
Si ritiene che il diamante possa aver ispirato il romanzo La stella del Sud, di Jules Verne (1884), anche se altri identificano la gemma nella Stella del Sud.